# Zębiełek cyrenajski
Zębiełek cyrenajski (Crocidura aleksandrisi) – gatunek ssaka z rodziny ryjówkowatych (Soricidae). Jest gatunkiem endemicznym, występującym w Cyrenajce w Libii. Zamieszkuje śródziemnomorską roślinność, na skalistych wybrzeżach na wysokości 200–300 m n.p.m. Mimo słabo poznanej ekologii tego ssaka, nie wydaje się być gatunkiem zagrożonym. W wypluwkach sów znaleziono ponad 100 czaszek tych ssaków.